# Aeroportul Kugluktuk
Aeroportul Kugluktuk (IATA: YCO, ICAO: CYCO) este un aeroport din Kugluktuk⁠(d), Kugluktuk⁠(d), Canada ce deservește zona Kugluktuk⁠(d). A fost numit după zona deservită.
Situat la o altitudine de 23 m, aeroportul dispune de o singură pistă.